# 北乡镇
北乡镇，是中华人民共和国广东省韶关市乐昌市下辖的一个乡镇级行政单位。

## 行政区划
北乡镇下辖以下地区：
茅坪村、新村、上丛村、前村、下西村、东红村、黄坌村和上西村。